# 吉田周平
吉田 周平（よしだ しゅうへい、1985年8月19日 - ）は、佐賀県出身のバスケットボール選手である。ポジションはガード。

## 来歴
小林高校を卒業後、筑波大学に進学。
卒業後、アイシン・エィ・ダブリュ アレイオンズ安城に入団。

## 経歴
- 長松小学校 - 唐津第一中学校 - 小林高校 - 筑波大学 - アイシン・エィ・ダブリュ アレイオンズ安城